# Sara Bruun
Hanna Sara Sofi Bruun, född 14 februari 1974 i Perstorp, är en svensk språklärare. Hon har blivit uppmärksammad som utvecklare av och föreläsare om pedagogiska metoder.

## Biografi
Bruun påbörjade 1993 studier i sociologi, men övergick till lärarutbildning i engelska och tyska för årskurs 4–9 som avslutades år 2000.
Hon har under många år arbetat som lärare i engelska, tyska och IKT (Information, Kommunikation, Teknik) på Furutorpsskolan i Hässleholms kommun och senare även vid Ringsjöskolan. Hon har byggt upp en bred kunskap kring digitala arbetssätt som hon även föreläser om. Hon har i flera sammanhang betonat vikten av läsning och läsförståelse, och menar att det är viktigt att bygga relationer och att vara konsekvent för att lyckas som lärare.
År 2016 gav hon ut boken "Klassrummet möter världen: autentiskt, tematiskt och digitalt". I boken beskrivs möjligheter att virtuellt ta sig utanför klassrummets väggar och samarbeta inte bara med kollegor på den egna skolan utan även med lärare i andra länder. Boken beskriver även genrepedagogik, digitala verktyg och möjligheter att arbeta tematiskt och ämnesövergripande med skönlitteratur som bas.
Sara Bruun var värd i Sommar i P1 den 5 augusti 2021.

## Priser och utmärkelser
- 2015 – Den europeiska kvalitetsutmärkelsen "The European Language Label".[6]
- 2016 – Kungliga Vitterhetsakademiens pris för berömvärd lärargärning.
- 2017 – Lärarpriset inom IT & Digitalisering med motiveringen: "Med hennes fantastiska pedagogik inspirerar hon inte bara oss utan även andra lärare runt om i hela landet. Sara Bruun lyfter dom enskilda eleverna till nivåer som dom inte tror att dom kan nå."